# Thorns
Thorns ist eine norwegische Metal-Band.

## Geschichte
Snorre „Blackthorn“ Ruch und Marius Vold gründeten im Sommer 1989 die Black-Metal-Band Stigma Diabolicum, die im Winter desselben Jahres ein Demo aufnahm. 1990 schlossen sich mit Harald Eilertsen als Bassist und Bård „Faust“ Eithun als Schlagzeuger an. Wegen der zunehmenden Verwendung lateinischer Namen im Black Metal benannte die Band sich 1991 in Thorns um. Im selben Jahr nahmen Eilertsen und Ruch mit Grymyrk das erste Demo unter dem neuen Namen veröffentlicht.  In dieser Frühphase prägte Thorns neben Mayhem das typische norwegische Black-Metal-Riffing, das auf Ruch und den Mayhem-Gitarristen Øystein „Euronymous“ Aarseth zurückgeht und in dem Fenriz von Darkthrone den eigentlichen Beginn des „New School Black Metal“ sieht. Aufgrund der geographischen Entfernung konnten die Mitglieder nur selten proben. Einige der Proben wurden auf Kassetten aufgenommen. In einem Studio in einer Schule wurde 1992 das Trøndertun-Demo aufgenommen. Im selben Jahr begann Ruch auch, bei Mayhem Gitarre zu spielen, und löste Thorns für einige Zeit auf. Manche Quellen, darunter auch Aussagen Ruchs, behaupten, er habe auf Mayhems Album De Mysteriis Dom Sathanas einige Gitarren-Effekte beigesteuert/geschrieben (z. B. für die Eröffnungssequenzen zu den Liedern Cursed in Eternity und From the Dark Past).  Ein Jahr später wurde er wegen Beihilfe am Mord an Euronymous durch Varg Vikernes zu einer Haftstrafe von acht Jahren verurteilt.
Nachdem Snorre Ruch vorzeitig aus dem Gefängnis entlassen worden war, gab es 1999 ein neues Lebenszeichen von Thorns in Form einer Emperor-/Thorns-Split-CD mit Liedern der ersten Demos. Zwei Jahre später folgte das erste Album Thorns. Auf dem Album wirkte neben Sigurd „Satyr“ Wongraven (Satyricon) und Bjørn „Aldrahn“ Dencker (Dødheimsgard) auch der Mayhem-Schlagzeuger Jan Axel „Hellhammer“ Blomberg mit. Dieses Album enthält Einflüsse des Industrial Metal, und auch inhaltlich geht Ruch mit Thorns seit seiner Entlassung gänzlich neue Wege, so dass eine Kategorisierung der Band als Black Metal nicht mehr möglich ist. Robert Müller vom Metal Hammer zufolge hat „Samoth von Emperor […] es mit einer Bemerkung mir gegenüber auf den Punkt gebracht: ‚Snorre ist so wenig Black Metal, wie man es sich nur vorstellen kann.‘“. Auf Lurkersgrave wurde Thorns’ Debüt mit Satyricons Rebel Extravaganza verglichen.
Snorre Ruch arbeitet seit längerer Zeit mit dem Künstler Bjarne Melgaard zusammen; so benutzte Melgaard zum Beispiel für eine Ausstellung das Thorns-Lied Interface to God und gestaltete neben der Emperor-/Thorns-Split auch das Album Thorns. Außerdem unterstützte er Satyr beim Schreiben des 2008 veröffentlichten Satyricon-Albums The Age of Nero. Am 13. September 2008 kündigte Ruch ein neues Album an.

## Diskografie
- 1991: Grymyrk (Demo)
- 1992: Trøndertun (Demo)
- 1995: Ærie Descends auf Nordic Metal – A Tribute to Euronymous
- 1998: The Pagan Winter auf Darkthrone Holy Darkthrone – Eight Norwegian Bands Paying Tribute
- 1999: Thorns vs. Emperor (Split)
- 2000: Stellar Master Elite und You That Mingle May auf Moonfog 2000 – A Different Perspective
- 2001: Thorns (Album)
- 2002: Embrace/Fragment (EP)
- 2007: Stigma Diabolicum (Wiederveröffentlichung der Demoaufnahmen)